# Tilemann Backhaus
Tilemann Backhaus (auch: Backhusius; * 27. Juli 1624 in Pötewitz; † 20. Juli 1666 in Leipzig) war ein deutscher Pädagoge.

## Leben
Der Sohn des Kantors und Vikars am Zeitzer Dom Tilemann Backhusius und der Maria († 1627), Tochter des Schulmeisters in Pötewitz Romanus Kittel, wurde anfänglich vom Vater ausgebildet. Am 14. Dezember 1639 sorgte der Superintendent Erhard Lauterbach (1570–1649) dafür, dass er in die Stiftsschule von Zeitz aufgenommen wurde. 1646 bezog er die Universität Leipzig, wo er ein Studium bei Hieronymus Kromayer aufnahm. 1648 wurde er Bakkalaureus und 1650 Magister der Philosophie.
Von 1651 bis 1653 hatte er als Hauslehrer die Kinder von Johann Benedikt Carpzov I. ausgebildet. Er wurde am 28. Juli 1653 Lehrer an der St.-Nicolai-Schule in Leipzig und war 1659 Hauslehrer bei Johann Hülsemann. Am 30. Mai 1659 wurde er Konrektor der St. Nikolausschule und 1663 Konrektor der Leipziger Thomasschule. Gesundheitlich angeschlagen verstarb er jedoch im Alter von zweiundvierzig Jahren.
Am 18. August 1663 hatte er Dorothea Christiana, die Tochter des Pfarrers in Halle Benedikt Ludewiger, geheiratet. Aus der Ehe ging ein am 23. Dezember 1664 totgeborener Sohn hervor.